# Orgelbauer

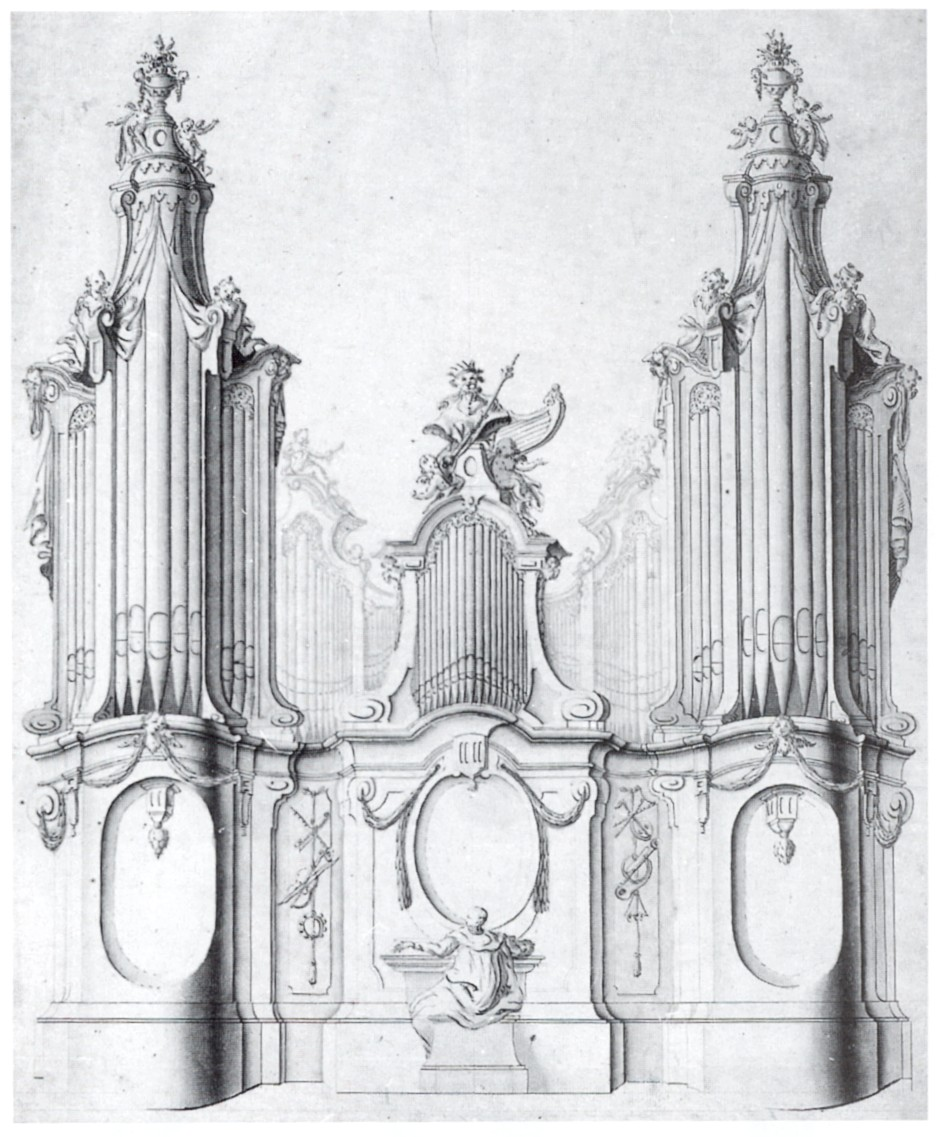
Entwurf eines Prospektes von Johann Georg Dirr

Der Orgelbauer befasst sich mit dem Entwurf, der Konstruktion, der Herstellung und der Klanggestaltung von Orgeln. Zusätzlich besteht seine Aufgabe darin, bestehende Orgeln zu pflegen, zu reparieren, zu renovieren, zu restaurieren und zu rekonstruieren. Neben dem eigentlichen Orgelbau ist die Orgelpflege, Stimmung und Intonation das Hauptbetätigungsfeld des Orgelbauers.
Der Orgelbau wurde, gemeinsam mit der Orgelmusik, 2014 als eine von 27 Kulturformen und Handwerkstechniken in das Bundesweite Verzeichnis des immateriellen Kulturerbes in Deutschland sowie im Dezember 2017 in die Repräsentative Liste des immateriellen Kulturerbes der Menschheit aufgenommen.

## Arbeitsbild

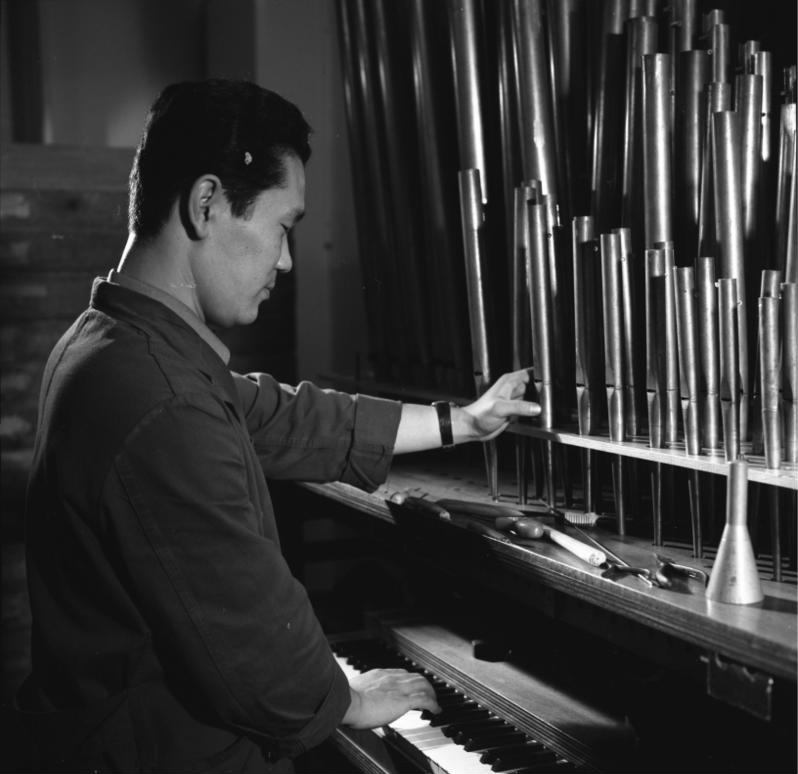
Orgelbauer beim Vorintonieren (1966)

Für den Bau einer Orgel erhält der Orgelbauer oftmals Vorgaben vom Auftraggeber (meist Kirchgemeinden, Organisten und Orgelsachverständige) oder entwickelt eigene Lösungen und Vorschläge. Diese enthalten vor allem die Disposition. Für räumliche, technische und klangliche Gegebenheiten muss der Orgelbauer Lösungen finden, die den finanziellen und musikalischen Vorgaben entsprechen. Danach muss er die Orgel bis in jedes Detail konstruieren. Dazu sind einige theoretische Voraussetzungen nötig, die speziell für den Orgelbau erworben werden müssen, darunter die Mensurierung von Orgelpfeifen. Neben dem Wissen über die verschiedenen Materialien (Hölzer, Metalle, Filze, Leder u. a.) müssen aber auch Kenntnisse im Bereich der Statik, Aerodynamik, Mechanik und Elektronik vorhanden sein.
Die praktischen Fähigkeiten, die der Orgelbauer nun benötigt, schließen den Bau des Pfeifenwerks, aller Bestandteile der technischen Anlage und des Gehäuses einer Orgel mit ein. Nicht jeder Orgelbauer muss dabei in jedem Arbeitsbereich ein Spezialist sein. In einer Orgelbauwerkstatt arbeiten meist für jeden Bereich andere Orgelbauer. Mit manchen Arbeiten werden auch regelmäßig externe Firmen oder Orgelbauer beauftragt, zum Beispiel dem Metallguss, dem Pfeifenbau oder mit Sonderanfertigungen selten benötigter Teile.
Nach der Anfertigung aller Bestandteile der Baugruppen einer Orgel und der Vorintonation des Pfeifenwerks erfolgt meist ein Teil- oder Gesamtaufbau der Orgel in der Werkstatt. Anschließend wird das Instrument wieder zerlegt, die Bestandteile werden zum Bestimmungsort transportiert. Dort wird die Orgel endgültig aufgebaut. Abschließend werden die Pfeifen intoniert und gestimmt.
Regelmäßige Wartungsarbeiten vor Ort umfassen die Stimmung des Pfeifenwerks und die Regulierung der Traktur. Auch muss der Orgelbauer kleinere und größere Reparaturen durchführen, die auf Grund von Verschleiß, unvorhergesehenen Einwirkungen oder unsachgerechter Behandlung (hier ist vor allem das falsche Raumklima zu nennen) notwendig sind.
Bei einer Revision einer Orgel wird das Pfeifenwerk ausgebaut, alle Baugruppen einer Orgel werden gründlich gereinigt und wenn nötig instand gesetzt. Im Zuge einer Überholung werden ggf. auch kleinere Umbauten, Veränderungen oder Erweiterungen an einzelnen Baugruppen mit vorgenommen.
Bei einer Orgelrestaurierung wird eine Orgel in einen vorherigen bzw. ursprünglichen Zustand zurückversetzt. Dabei müssen die einzelnen Teile des Instrumentes in Material und Ausführung möglichst schonend restauriert oder originalgetreu rekonstruiert werden.

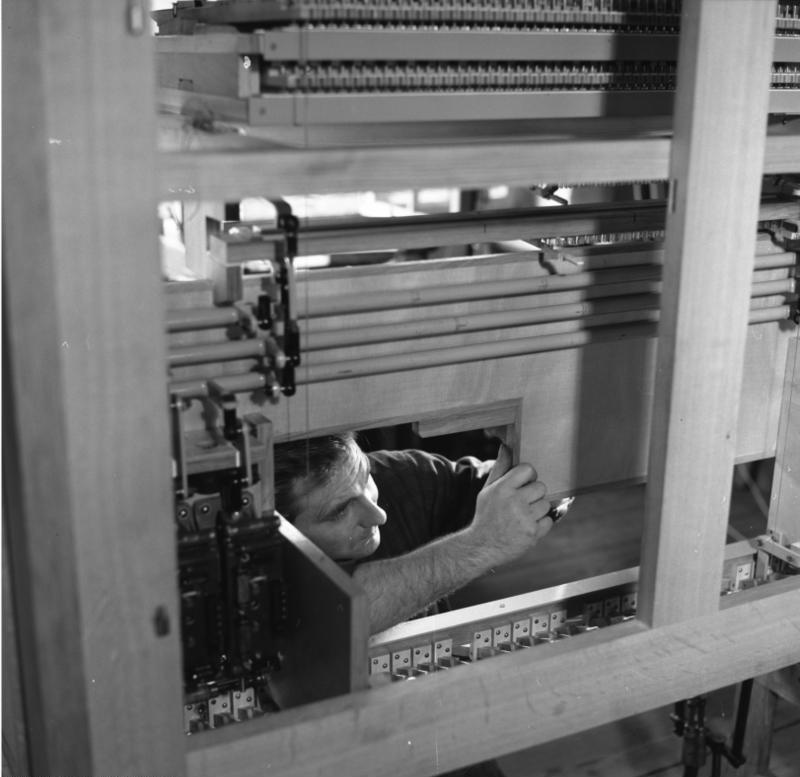
Spieltischbau. Aufnahme aus dem Jahr 1966

## Ausbildungsberuf

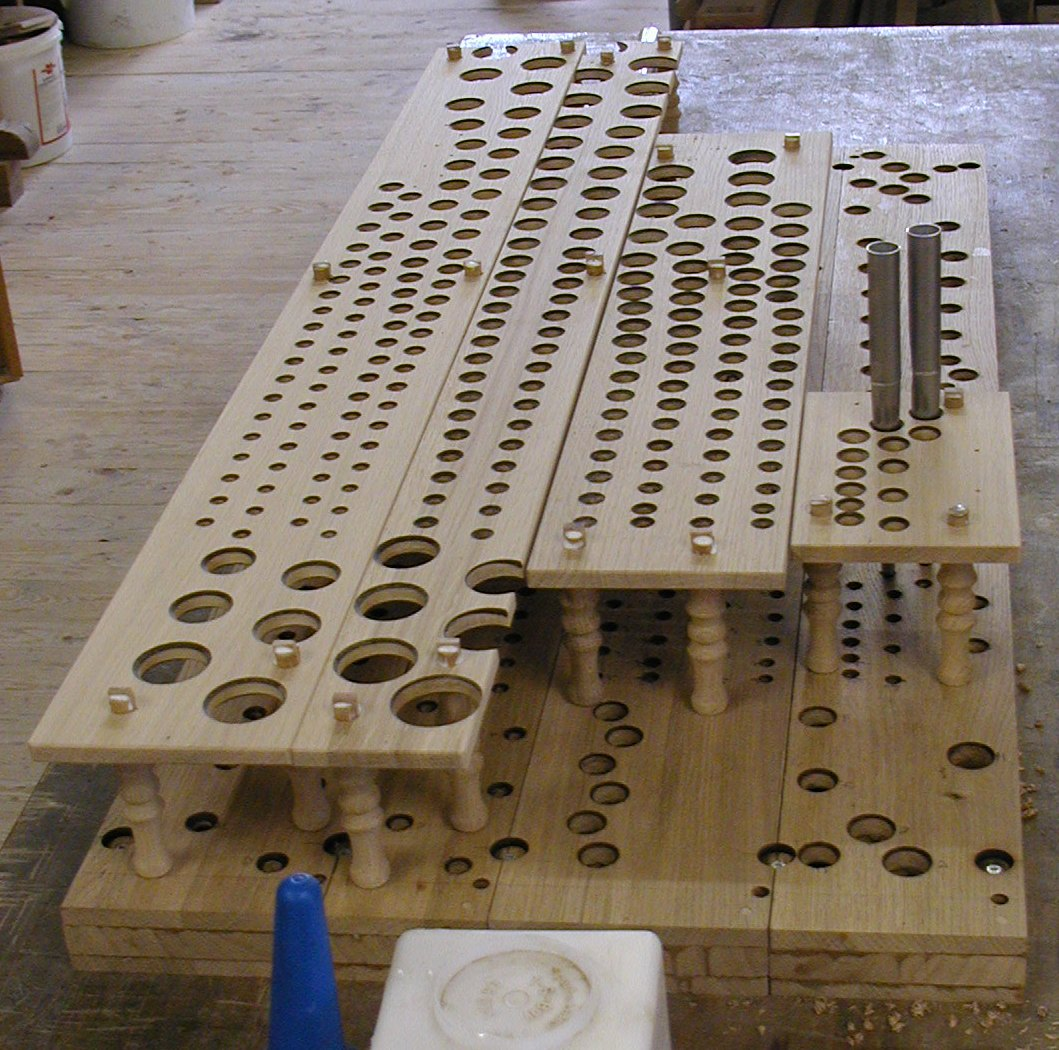
Vormontierter Pfeifenstock in einer Orgelbauwerkstatt …

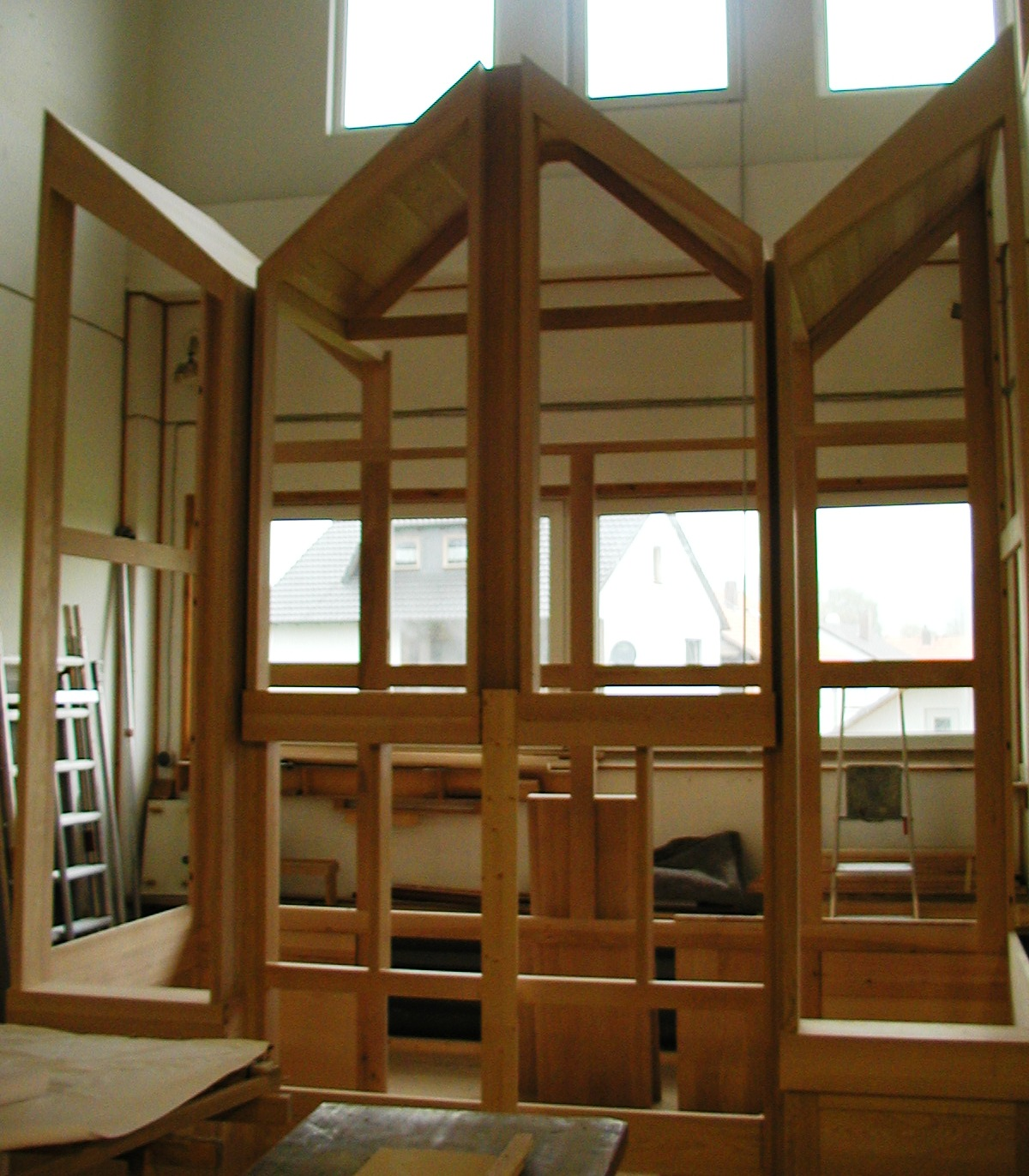
… und das dazugehörige Gehäuse, in dem er zum Einsatz kommen wird.

Der Orgelbauer (bis 2018 Orgel- und Harmoniumbauer) ist ein in Deutschland staatlich anerkannter Ausbildungsberuf nach dem Berufsbildungsgesetz und der Handwerksordnung. In der Schweiz wird er Musikinstrumentenbauer Eidgenössisches Fähigkeitszeugnis (EFZ) mit Fachrichtung Orgelbau genannt. Die Ausbildung eines Orgelbauers erfolgt in Deutschland einerseits in einer Orgelbauwerkstätte und andererseits an der Bundesfachschule für Instrumentenbau in Ludwigsburg. Dort werden auch regelmäßig Kurse für angehende Meister angeboten, die ihre Prüfung vor der Handwerkskammer Stuttgart ablegen.
Die Ausbildungsdauer zum Orgelbauer beträgt in der Regel dreieinhalb Jahre. Die Ausbildung erfolgt an den Lernorten Betrieb und Berufsschule und verfügt über zwei Fachrichtungen: Orgelbau und Pfeifenbau.

### Arbeitsgebiete
Orgel- und Harmoniumbauer konstruieren Orgeln und Harmonien. Sie entwerfen dazu die Einzelteile, wie die Windladen einschließlich Stöcken und Registerbetätigungseinrichtungen, aber auch den Spieltisch und Gehäuseteile. Sie fertigen Trakturteile an und montieren sie. Die so hergestellte Orgel wird am Orgelplatz eingemessen und montiert. Anschließend führen sie einen Funktionstest durch.
In der Fachrichtung Pfeifenbau stellen sie die Platten für Metallpfeifen her. Dazu müssen sie die Schmelztemperatur und die Legierung bestimmen, um die Platten anschließend zu gießen. Bei der Herstellung von labialen und lingualen Pfeifen achten sie auf Mensurentabellen.

### Berufsschule
In Deutschland gibt es eine einzige Berufsschule, die Oscar-Walcker-Schule in Ludwigsburg.

### Situation des Berufs
1990 gab es im gesamten deutschen Orgelbau noch ca. 300 Orgelbauwerkstätten mit rund 2500 Beschäftigten. Im Jahr 2018 sind es durch viele Ein-Mann-Betriebe zwar ca. 400 Orgelbaubetriebe, jedoch nur noch 1800 Mitarbeiter. Es gibt etwa 50 Betriebe mit 10–60 Mitarbeitern und etwa 60 mit 5–9 Mitarbeitern, alle anderen haben nur 1–4 Mitarbeiter. Zu erwarten ist, dass sich die Anzahl der Beschäftigten im Orgelbau auf Grund der sich verschlechternden finanziellen Situation der katholischen und evangelischen Kirchen erheblich verringern wird.

## Philatelistisches
Mit dem Erstausgabetag 5. Januar 2023 gab die Deutsche Post AG in der neuen Serie immaterielles Kulturerbe – Orgelbau und Orgelmusik ein Postwertzeichen im Nennwert von 275 Eurocent heraus. Der Entwurf stammt von der Grafikerin Jutta Warbanow aus Berlin.